# Apozomus buxtoni
Espèce
Synonymes
- Schizomus buxtoni Gravely, 1915

Apozomus buxtoni est une espèce de schizomides de la famille des Hubbardiidae.

## Distribution
Cette espèce est endémique du Sri Lanka.

## Description
Apozomus buxtoni mesure 3 mm.

## Étymologie
Cette espèce est nommée en l'honneur de Bertram Henry Buxton (1852-1934).

## Publication originale
- Gravely, 1915 : Notes on Pedipalpi in the collection of the Indian Museum. V. Tartarides collected by Mr. B.H. Buxton in Ceylon and the Malay Peninsula. Records of the Indian Museum, vol. 11, p. 383-386 (texte intégral).